# Международная ассоциация кредитования ценных бумаг
Международная ассоциация кредитования ценными бумагами (англ. The International Securities Lending Association, сокр. ISLA) — является торговой ассоциацией, созданной в 1989 году для представления общих интересов участников индустрии кредитования ценных бумаг.
ISLA тесно сотрудничает с регулирующими органами по всей Европе в части вопросов: рынка и пруденциальных режимов регулирования, а также защиты инвесторов. В Соединенном Королевстве ассоциация имеет представительство в Комитете по кредитованию ценных бумаг, комитете практиков рынка под председательством Банка Англии.
ISLA внесла свой вклад в ряд крупных рыночных инициатив, включая разработку Кодекса денежного рынка Великобритании (UK Money Markets Code) и стандартного соглашения о кредитовании, Глобального мастерского соглашения о кредитовании ценных бумаг (GMSLA).
В состав ISLA входят более 140 членов, представляющих более 4000 клиентов, включая страховые компании, пенсионные фонды, управляющих активами, банки и банки-хранители. Большинство членов ISLA находится в Соединенном Королевстве или Европе, хотя число участников отрасли в Соединенных Штатах и на Дальнем Востоке растет. Членам, не являющимся заемщиками, разрешено вступать в ISLA с сентября 2004 года.
Эндрю Дайсон присоединился к ISLA в 2013 году и занял пост генерального директора в середине 2016 года. Ранее председателем ISLA являлся Джонатан Ломбардо из Eurex Clearing.